# Cathédrale de Piombino
La cathédrale de Piombino est une église catholique romaine de Piombino, en Italie. Il s'agit d'une cocathédrale du diocèse de Massa Marittima-Piombino.